# Copelatus atrosulcatus
Copelatus atrosulcatus är en skalbaggsart som beskrevs av Régimbart 1906. Copelatus atrosulcatus ingår i släktet Copelatus och familjen dykare. Inga underarter finns listade i Catalogue of Life.